# Route nationale 433
Die Route nationale 433, kurz N 433 oder RN 433, ist eine ehemalige französische Nationalstraße.
Die Straßennummer wurde im Jahr 1933 in das Nationalstraßennetz aufgenommen.
Der Streckenverlauf der Nationalstraße führte von Saint-Germain-du-Plain bis Lyon. Die Straße verlief auf der linken Seite der Saône.
Im Jahr 1973 erfolgte die Herabstufung der Nationalstraße zu den Departement-Straßen 933 und 433.

## N 433a
Die N 433A war eine französische Nationalstraße und zugleich ein Seitenast der Nationalstraße N433.
Die Straße verlief von Pont-de-Vaux aus über die Saône zu einer Kreuzung mit der Nationalstraße N6 in Fleurville. Die Gesamtlänge dieser Strecke lag bei etwa 5 Kilometern.
Der Seitenast wurde im Jahr 1933 eingerichtet und wieder 1973 zur Departement-Straße 933A herabgestuft.
In der Zeit von 1883 bis 1933 war die Brücke über die Saône als Seitenast der Nationalstraße N6 mit der Straßennummer N6A ausgeschildert. Sie war einige Zeit eine kombinierte Eisenbahn- und Straßenbrücke.